# برمنسيون بيناري
برمنسيون بيناري (الاسم العلمي: Prymnesium pienaarii) هو نوع من الأسناخ صبغية يتبع جنس البرمنسيون من الفصيلة البرمنسيونية.